# Медикъл Парк
„Медикъл Парк“ (Medical Park) е частна компания в сектора на здравеопазването в Турция. Създадена е през 1995 г. Предлага услуги в различни вилаети на Турция, като има над 6000 лекари и служители, в общо 17 болници. „Медикъл Парк“ е най-голямата мрежа от болници в Турция.
Тя е основана от д-р Мухарем Уста, който след това става председател на компанията. Към 2005 г. компанията притежава две болници в Истанбул. През 2006 г. той първоначално продава 30% от акциите на компанията на фамилията Санджак. Това партньорство дава възможност за бърз растеж на компанията, което води до създаването на 13 болници с 2000 легла в рамките на три години. До края на 2009 г. 40% от акциите на компанията са продадени на третата по големина компания в САЩ за глобално управление на активи The Carlyle Group. С това ново партньорство броят на болниците достига 17 с общо 2771 легла, което поставя компанията на първо място по рода си в Турция. През март 2013 г. е съобщено, че The Carlyle Group продава акциите си в „Медикъл Парк“ на най-голямата частна инвестиционна компания в САЩ – Texas Pacific Group.